# 주무장관
주무장관(州務長官, 영어: Secretary of State) 또는 주 총무처 장관(州總務處長官)은 미국 각 주에서 선거인 명부나 기업 등기의 관리를 책임지며, 일부 주에서는 운전 면허증의 발급과 자동차 등록 업무를 총괄하는 역할을 한다. 또한 국가의 공문서 및 공증에 의해 생성된 문서의 법적 정당성을 증명하는 직무도 수행한다. 많은 주에서 주무장관은 주지사가 없을 경우 부지사에 이어 승격 순서 2위의 지위에 있다. 대부분의 주에서는 유권자의 직접 선거를 통해서 선출되지만 일부 주에서는 주지사에 의해서 임명되기도 한다.
주무장관의 권한은 일반적으로 그다지 크지는 않지만, 선거 관리업무의 대부분을 담당하기 때문에 선거 때 종종 중요한 역할을 할 수 있다. 전형적인 예로 앨 고어와 조지 W. 부시의 대접전 선거였던 2000년 미국 대통령 선거에서 플로리다 주무장관 캐서린 해리스가 해당 주의 선거 결과를 결정하는 데 중요한 역할을 하였고 이것이 대선의 최종 귀추를 결정하였다.
미국에서도 알래스카, 하와이, 유타 등 3개 주는 주무장관을 두고 있지 않다. 또한 자기 주를 공식적으로 State라고 부르지 않고 코먼웰스(Commonwealth)라고 부르고 있는 매사추세츠, 펜실베이니아, 버지니아, 켄터키 등 4개 주의 주무장관 직함도 "Secretary of the Commonwealth"가 된다. "Secretary of State"를 "United States Secretary of State"(미국의 국무장관)와 혼동하여 "국무장관"으로 오역하는 경우가 종종 있다. 미국에서는 그냥 "Secretary of State"라고 하면 일반적으로 미국 국무장관을 말한다. 주무장관의 경우 "State Secretary of State" 또는 "Secretary of State of Florida"와 같은 말을 명확하게 구별한다. 그러나 문맥에서 주무장관인 것이 명백하고, 이 단어가 여러 번 사용되는 경우에는 "Secretary of State"로 축약될 수 있는데, 이 경우에는 특히 국무장관과 혼동되는 경향이 있다.

## 같이 보기
- 미국의 국무장관